# Frances Lowater
Frances Lowater (1871? - 1956) fue una física y astrónoma británica-estadounidense. Estudió en Inglaterra sus estudios universitarios, en la Universidad de Nottingham, y en el Newnham College, Cambridge. Luego se mudó a los Estados Unidos de América, donde asistió al Bryn Mawr College y obtuvo su Doctorado en 1906. Mientras estudiaba para obtener su Doctorado, ostentó una posición como demostradora de física y permaneció en esa posición hasta 1910. Pasó un año en el Westfield College y cuatro años en el Rockford College, y luego se transfirió al Wellesley College, donde pasó el resto de su carrera, ausente un año enseñando en el Western College for Women de 1910 a 1911.
La investigación espectrográfica de Lowater examinó a Mira, R Leonis, R Serpentis y T Cephei y estudió los espectros de absorción del dióxido de azufre. Su investigación se llevó a cabo en el Observatorio Yerkes. Fue miembro de la Real Sociedad Astronómica y de la Sociedad de Física de Londres, y ayudó a escribir el tercer volumen del Report on Progress in Physics de la Sociedad de Física con Wilfrid Basil Mann; también fue elegida miembro de la Royal Institution. Lowater murió en 1956.